# プラクション
プラクションは、玩具メーカーのタカラが発売した、組み立て式玩具のシリーズ名。本記事では派生シリーズのパロ伝についても記述する。

## 概要
初めてそのシリーズ名が冠されたのは1988年に発売された「魔神英雄伝ワタル」。それから「魔動王グランゾート」、「魔神英雄伝ワタル2」まで3年連続でこのシリーズ名が冠された商品が発売された。また廉価サイズでのオリジナルシリーズ「パロ伝」も展開された。「新世紀GPXサイバーフォーミュラ」では『TAKARA CYBERFORMULA-KIT』として組み立て式ミニカーとして展開。その後、1990年代後半に「ドンキーコング」の玩具シリーズの1つとして復活。21世紀に入ると「ロックマンエグゼアクセス」で「バトルプラクション」として復活した。2005年には「復刻版魔神大集合」として復刻セットも発売されている。
シリーズの特徴として「塗装不要」「接着剤不要のスナップフィット」「ワンタッチアクションギミック」を掲げており、バンダイの玩具SDガンダムシリーズに影響を与え、元祖SDガンダムを誕生させた。

## プラクションが発売された主なシリーズ
- 魔神英雄伝ワタル（1988年 - 1990年）
魔神大集合（読み：マシンコレクション） - 「魔神英雄伝ワタル」シリーズのプラクション名称。プラクション（オリジナル）全48体。
復刻版魔神大集合 - 2005年に界層ごとにセットとなって復刻された。全8ボックス。
- 魔動王グランゾート（1989年 - 1990年）
魔動コレクション - プラクション全20体（共通ギミックとしてフェイスモードからバトルモードに変形可能）。
NO-01　グランゾート（NO-16のゾーラクラウンを装着可能）
NO-02　ウィンザート
NO-03　アクアビート
NO-04　サーベイガー2号（メッキパーツ付属、NO-4 - 12までの9体の武器を揃えることによりゾーラブレードが完成）
NO-05　メガロックス2号（メッキパーツ付属、NO-4 - 12までの9体の武器を揃えることによりゾーラブレードが完成）
NO-06　ジャンモス1号（メッキパーツ付属、NO-4 - 12までの9体の武器を揃えることによりゾーラブレードが完成）
NO-07　プテランダー2号（メッキパーツ付属、NO-4 - 12までの9体の武器を揃えることによりゾーラブレードが完成）
NO-08　トリプロス2号（メッキパーツ付属、NO-4 - 12までの9体の武器を揃えることによりゾーラブレードが完成）
NO-09　チラノザック2号（メッキパーツ付属、NO-4 - 12までの9体の武器を揃えることによりゾーラブレードが完成）
NO-10　ユニカイザー2号（メッキパーツ付属、NO-4 - 12までの9体の武器を揃えることによりゾーラブレードが完成）
NO-11　ケルベーダ2号（メッキパーツ付属、NO-4 - 12までの9体の武器を揃えることによりゾーラブレードが完成）
NO-12　ミノダロス2号（メッキパーツ付属、NO-4 - 12までの9体の武器を揃えることによりゾーラブレードが完成）
NO-13　ワイバースト（フェイスモード、バトルモードの他にビーストモードに変形可能）
NO-14　ハービザン（フェイスモード、バトルモードの他にビーストモードに変形可能）
NO-15　ヒドラム（フェイスモード、バトルモードの他にビーストモードに変形可能）
NO-16　Sグランゾート
NO-17　Sウィンザート
NO-18　Sアクアビート
NO-19　ヘルメタル量産型
NO-20　ヘルメタル指揮官型（NO-19との違いは頭部の角と色）
限定版　ブラックスペシャルグランゾート（NO-01のメタリックブラック成形色）
グランゾート、 ウィンザート、アクアビート（各NO-01 - 03の色メッキ版）
- 獣神ライガー（1989年 - 1990年）
パロDプラクション - 全2体。480円
それゆけ獣神ライガー（右手を上げるとファイヤーライガーに顔が変更）ライガータイムス　199X年10月4日号（獣神の日）
やれゆけ魔竜王ドルガ（背部レバーと両腕が連動）怒留牙日報　199X年10月4日号（邪神の日）
- 魔神英雄伝ワタル2（1990年 - 1991年）
（魔神大集合）- 「ワタル2」のプラクションには特にシリーズ名はついていない。プラクション全20体（No.00 - 19）。
- パロ伝 〜パロD英雄伝〜（1990年 - 1992年）
プラクション(オリジナル)全30体。
- 新世紀GPXサイバーフォーミュラ（1991年）  TAKARA CYBERFORMULA-KIT 1/48SCALE　定価480円  チョロQと同じプルバックゼンマイを使用。

　（スーパーアスラーダのみ大型ゼンマイ使用、スゴウレガードはゼンマイなし）
　　NO-01 アスラーダ GSX　オプションパーツにフラッシュランチャー付属。風見ハヤトフィギュア付き。
　　NO-02 アルバトランダー 602　リアウイングが分離して鳥型偵察メカに。大友譲二フィギュア付き。
　　NO-03 サイレントスクリーマーβ　コンピュータフード開閉。フランツ・ハイネルフィギュア付き。
　　NO-04 ミッショネル VR-4　エンジンブースター＆クラッシュクロー可動。エデリー・ブーツホルツフィギュア付き。
　　NO-05 プロトジャガー Ｚ-6　前面のシーザースチェーンソー、サイドのスモークディスチャージャー展開。ブリード・加賀フィギュア付き。
　　NO-06 スタンピード RS　オプションパーツにマウスチェイサー付属。ジャッキーグーデリアンフィギュア付き。
　　NO-07 スペリオン GT　ピーコックウイング展開。新条直輝フィギュア付き。
　　NO-08 ナイトセイバー 005　スプリントモードに変形。ナイト・シューマッハフィギュア付き。
　　NO-09 ラリーアスラーダ　ボディは01の成形色変更だが、バンパー＆ウイングの軟質パーツランナーが変更されているためフィギュアなし。
　　NO-10 エルコンドル B-15　ラリーモードに差し替え可能。ピタリア・ロペフィギュア付き。
　　NO-11 エアロアスラーダ　ボディは新規造形、オプションパーツとして01と同じフラッシュランチャー付属（フィギュアも付属）。
　　NO-12 カウンターアロー T・O・S　オプションパーツにラリーライト付属。日吉明フィギュア付き。
　　NO-13 ネオミッショネル　リアウイング可動。エデリー・ブーツホルツフィギュア付き。
　　NO-14 スーパーアスラーダ　定価580円　サーキット、エアロ、ラリーモードに差し替え可能。風見ハヤトフィギュア付き。
　　NO-14 スーパーアスラーダ ファイアーボール優勝記念モデル　定価970円　黒メッキVer、軟質パーツが青から赤に変更。
　　NO-DX スゴウレガード 10V5000　定価2500円　01アスラーダGSX搭載可能、アスラーダ用オプションパーツ付属、基地モードに変形。菅生あすか＆車田鉄一郎フィギュア付き。
- ドンキーコング
- ロックマンエグゼAXESS

## パロ伝
『パロ伝 〜パロD英雄伝〜』（パロでん パロディえいゆうでん、THE LEGEND OF PARODY HERO）。通常のプラクションよりも低価格のシリーズ。パロレルワールドというオリジナル設定も作られ、ワタル、ワタル2、魔動王グランゾートを中心に展開された。
漫画版は『パロ伝英雄劇場』のタイトルで『月刊コロコロコミック』1990年4 - 8月号まで連載。著者は相庭よた郎（レッドカンパニー）。
オリジナルキャラクターをメインにした『マシンバスター太陽丸』も同誌の1991年3 - 8月号まで連載。著者は河合一慶（表記はイッケイカワイ）。龍星丸などの公式キャラクターはオリジナルキャラクターたちの指導者として登場した。
PPカード、トイカード100などにイラストが描かれただけで、プラクション化していないキャラクターや、イラストが描かれていない設定のみのキャラクターも存在する。

### 第1部
邪虎丸大王を打ち倒すべくD･K龍神丸と侍龍神丸、聖者Sグランゾートが旅を続ける。
ドラゴンナイト七人衆
- ドラゴンナイト龍王丸 / D･K龍王丸（DRAGON KNIGHT RYUOMARU）

No.01。
- ドラゴンナイト戦王丸 / D･K戦王丸（DRAGON KNIGHT SENOMARU）

No.04。愛馬ブラックホースが付属。
- ドラゴンナイトグランゾート / D･Kグランゾート（DRAGON KNIGHT GRANZÖRT）

No.05。聖者Sグランゾートの息子。
- ドラゴンナイト龍神丸 / D･K龍神丸（DRAGON KNIGHT RYUJINMARU）

No.06。
限定版フルメタリックドラゴンナイト龍神丸が発売された。
- ドラゴンナイトウィンザート / D･Kウィンザート（DRAGON KNIGHT WÏNZERT）

未発売。
- ドラゴンナイト海王丸 / D･K海王丸（DRAGON KNIGHT KAIOMARU）

未発売。
- ドラゴンナイト空神丸 / D･K空神丸（DRAGON KNIGHT KUJINMARU）

未発売。
 侍五人衆
- 侍龍神丸（SAMURAI RYUJINMARU）

No.02。
限定版ブロンズメタリック侍龍神丸がドラゴンショップで発売された。
- 侍雷王丸（SAMURAI RAIOMARU）

No.07。
- 侍幻王丸（SAMURAI GENOMARU）

未発売。
- 侍アクアビート（SAMURAI AQUABËAT）

未発売。
- 侍戦神丸（SAMURAI SENJINMARU）

未発売。
 三聖者
- 聖者Sグランゾート / 聖者･S･グランゾート（SAINT SUPER GRANZÖRT）

No.03。D･Kグランゾートの父親。
トイカード100の景品として炎聖者･S･グランゾート（ファイヤーせいじゃスーパーグランゾート）が配布された。
- 聖者龍神丸（SAINT RYUJINMARU）

未発売。設定のみのキャラクター。
↓
- 大聖者龍神丸（GREAT SAINT RYUJINMARU）

未発売。聖者龍神丸が徳をつんで出世。設定のみのキャラクター。
↓
- ドラゴンウォリアー龍神丸 / D･W龍神丸（Dragon Warrior Ryujinmaru）

No.10。大聖者龍神丸がさらに徳をつんで出世。「変化する、ドラゴンに、チェンジドラゴンで」のように倒置法を使った特殊な喋り方をする。
限定版メタリックレッドドラゴンウォリアー龍神丸が発売された。
- 聖者空王丸（SAINT KUOMARU）

未発売。設定のみのキャラクター。
↓
- 大聖者空王丸（GREAT SAINT KUOMARU）

未発売。聖者空王丸が徳をつんで出世。設定のみのキャラクター。
↓
- フェニックスウォリアー空王丸 / P･W空王丸（Phoenix Warrior Kuomaru）

No.12。プラクションは龍の王者編で発売された。大聖者空王丸がさらに徳をつんで出世。変化フェニックスで飛行形態に変化。
 傭兵
- コンバット龍神丸 / C･B龍神丸（COMBAT RYUJINMARU）

No.09。
限定版グリーンメタリックCOMBAT龍神丸が発売された。
謎の勇者
- 忍者騎士幻王丸 / 忍者･K･幻王丸（にんじゃナイトげんおうまる、NINJA KIGHT GENOMARU）

未発売。

#### 邪虎丸大王帝国
- 邪虎丸大王（JAKOMARUDAIO）

No.08。
富くじ4等の景品としてブラック邪虎丸大王が配布された。
- 参謀長官ドンゴロ

未発売。
- 呪術師ヘルライガー

未発売。
- 狂戦士ワイバースト

未発売。
- 一角騎士ユニカイザー / 一角Kユニカイザー（いっかくナイトユニカイザー）

未発売。
4将軍
- 合体将軍ガッタイダー

未発売。設定のみのキャラクター。
- 量産将軍ヘルメタル

未発売。設定のみのキャラクター。
- 黄金将軍キングヘラクロス

未発売。設定のみのキャラクター。
- 魔導将軍スケルデビル

未発売。設定のみのキャラクター。
狂戦士軍団
- 悪巣戦士コンボス

未発売。
- タイガーマン

未発売。サーベイガー。
- リザードザック

未発売。チラノザック。
- 忍メタル

未発売。ヘルメタル。
- 半魚ラム

未発売。ヒドラム。
火炎魔法軍団
- ツインフレア

未発売。ツインカーメン。
- スケルプロス

未発売。トリプロス。
- 火炎ドラム

未発売。ヒドラム。
- ハービスト

未発売。ハービザン。
アイスマジック軍団
- アイスクロス

未発売。ドラクロス。
- アイスジャンモス

未発売。
はぐれ戦士
- 極悪戦士ヘルライガー

未発売。
その他の戦士
- スケルこうもり

未発売。スケルバット+コウモリ。
- マミーマスター

未発売。ブドーマスター+ミイラ男。
- セカンドビー

未発売。セカンドガン+ハチ。
- スライムリオン

未発売。ハングリオン+スライム。
- ギーミック

未発売。ギーガン+ミミック。

### 第2部 龍の王者編
クリスマ諸島で極悪邪虎丸大王を封印するため、G･D龍王丸たちは活躍する。
 龍の勇者四人衆
- 大聖者Sグランゾート / 大聖者･S･グランゾート（GREAT SAINT SUPER GRANZÖRT）

No.11。聖者Sグランゾートが静寂の魔導書を読んで3分間だけ変身。聖者Sグランゾートのリデコ。
パロ伝「龍の王者キャンペーン」大聖者賞の景品としてクリスタル大聖者Sグランゾートが配布された。また富くじ2等の景品として同じ内容で復刻版クリスタル大聖者Sグランゾートが配布された。
- 龍魔導師アクアビート（Dragon Sorcerer Aquabëat）

No.13。謎の勇者。マントが変形してマントドラゴンに。
「まぶダチパック」2等賞の景品としてブルーメタリック龍魔導師アクアビートが配布された。
- グレートドラゴン龍王丸 / G･D龍王丸（Great Dragon Ryuomaru）

No.14。D･K龍王丸がパワーアップの聖水でパワーアップ。D･K龍王丸のリデコ。
パロ伝「龍の王者キャンペーン」グレートドラゴン賞の景品としてメタリックグレートドラゴン龍王丸が配布された。またパロ伝PWC突入キャンペーンの景品としてゴールドグレートドラゴン龍王丸が配布された。
↓
- クロスグレートドラゴン龍王丸 / X･G･D龍王丸（Xross Great Dragon Ryuomaru）

X･K邪虎丸Jr.のクロスを装着。
- クロスナイト邪虎丸Jr. / X･K邪虎丸Jr.（Xross Knight Jakomaru Jr.）

No.15。邪虎丸大王の息子。虎型にクロス変形。クロスを外した軽装状態にもなる。
パロ伝「龍の王者キャンペーン」クロスナイト賞の景品としてブラッククロスナイト邪虎丸Jr.が配布された。またパロ伝PWC突入キャンペーンの景品としてシルバークロスナイト邪虎丸Jr.が配布された。
伝説の白龍
- 神聖ドラゴン（セントドラゴン、SAINT DRAGON）

No.17。移動要塞（フォートレスモード）に変形。パロ伝オリジナルキャラクター。後に『Bビーダマン爆外伝』のフレアードラゴンに金型流用される。
夏まつりクジ引きキャンペーン1等賞の景品としてメタリック神聖ドラゴンが配布された。
神聖ドラゴンの従者
- 阿修羅王戦神丸（ASHURAO SENJINMARU）

未発売。
- 雷鳴王空神丸（RAIMEIO KUJINMARU）

未発売。
↓
- 不動明王戦空丸（FUDOMYOO SENKUMARU）

未発売。阿修羅王戦神丸と雷鳴王空神丸が合体。
謎の助っ人
- マシンバスター新星龍神丸 / M･B新星龍神丸（Machine Buster New Ryujinmaru）

No.18。龍神クルーザー（ドラゴンクルーザー）に変形。さらに戦闘機型の龍神アタッカー（ドラゴンアタッカー）とバトルタンク型の龍神コマンダー（ドラゴンコマンダー）に分離。PWCに出場する選手をスカウトするためにクリスマ諸島にやってきた。
富くじ1等の景品としてメタリックマシンバスター新星龍神丸が配布された。また限定版ブラックメタリックMACHINE-BUSTER新星龍神丸が発売された。
- ししまい龍神丸 / 獅子舞龍神丸（SHISHIMAI RYUJINMARU）

限定版パロ伝スペシャル福セットに付属。ししまい形態に変形。D･W龍神丸のリデコ。D･W龍神丸ブラックバージョンにも組み換え可能。
海賊船長
- キングパイレーツ夏鬼丸 / K･P夏鬼丸（KING PIRATE GEKIMARU）

No.20。パッケージのイラストには天王丸、スターベイダー、アストロジェッターを基にしたキャラクターが描かれている。
富くじ3等の景品としてクリスタルキングパイレーツ夏鬼丸が配布された。
 邪虎丸大王帝国
- 極悪邪虎丸大王（スーパーじゃこまるだいおう、Super Jakomaru Daio）

No.19。邪虎丸大王がパワーアップの泉に59回入って極悪変化した（邪虎丸大王に戻ることも可能）。さらに狂龍変化（ドラゴンへんげ）により双頭ドラゴン（ツインドラゴン）と合体し、極悪邪虎丸狂龍（スーパーじゃこまるドラゴン）になる。
限定版ブラックメタリック極悪邪虎丸大王が発売された。また限定版武羅津苦滅多利津苦 極悪非道邪虎丸大王（ブラックメタリックごくあくひどうじゃこまるだいおう）がドラゴンショップで発売された。
- 合体大将軍ガッタイダー（United Great General Gattaider）

No.16。暴帝（ボーディ）、スリッパー（雷太（ライタ））、スリッパー（霊怖太〈レフタ〉）の3体が合体。
前シリーズに合体将軍ガッタイダーがいるが関連性（強化型か初期設定から変更されたか）は不明。

### 第3部 激闘!PWC編 PARODEN WORLD CHAMPION
マシンバスター共和国で地獄大帝黒龍角に対抗するため、パロレルワールド中から戦士たちが召集されP･W･C（パロ伝ワールドチャンピオン）が開催された。
特殊部隊スペシャルマシンバスターズ / 特殊部隊S･M･B
- マシンバスター龍星丸 / M･B龍星丸（Machine Buster Ryuseimaru）

No.21。特務隊長。龍型の龍星ドラゴン（スターライトドラゴン）とジェット型の龍星ボンバー（スターライトボンバー）に変形。
限定版ゴールドメタリックマシンバスター龍星丸が発売された。
↓
- ビクトリーマシンバスター龍星丸 / V･M･B龍星丸（Victory Machine Buster Ryuseimaru）

限定版VICTORY BOX ビクトリーボックスに付属。ファイナル・ボックスの光を浴びて漆黒の戦士に生まれ変わった。龍型の龍星ドラゴン（スターライトドラゴン）とジェット型の龍星ボンバー（スターライトボンバー）に変形。M･B龍星丸のリペイント。
- マシンバスター新星邪虎丸 / M･B新星邪虎丸（Machine Buster New Jakomaru）

No.22。虎型の星虎ストライカー（レオストライカー）に変形。
パロ伝くじ引きキャンペーンの景品としてメッキ版が配布された。
↓
- ビクトリーマシンバスター新星邪虎丸 / V･M･B新星邪虎丸（Victory Machine Buster New Jakomaru）

限定版VICTORY BOX ビクトリーボックスに付属。ファイナル・ボックスの光を浴びて漆黒の戦士に生まれ変わった。虎型の星虎ストライカー（レオストライカー）に変形。M･B新星邪虎丸のリペイント。
- マシンバスター新星龍神丸 / M･B新星龍神丸（Machine Buster New Ryujinmaru）

↓
- マシンバスター新星龍神丸Mk-II / M･B新星龍神丸Mk-II（Machine Buster New Ryujinmaru Mk-II）

No.24。暗黒将軍ドルマ戦で敗れたM･B新星龍神丸が装いも新たに復活。龍星チェイサー（ドラゴンチェイサー）と龍星ローダー（ドラゴンローダー）に変形。さらに龍星ブラスター（ドラゴンブラスター）と龍星ハンター（ドラゴンハンター）に分離。ファイナル・ボックスでV･M･Bにパワーアップ可能だったが自分は復活できただけで満足という理由でパワーアップしなかった。M･B新星龍神丸のリデコ。
限定版マシンバスター新星龍神丸Mk-II大復活メタリックバージョンが発売された。
暗黒軍団
- 暗黒将軍ドルマ
- 紅魔龍バクローマ
- 妖獣鬼ギガドーマ

↓
- 地獄大帝黒龍角（Hell Emperor Kokuryukaku）

No.23。ドルマ、バクローマ、ギガドーマが地獄合体。
限定版メタリックバージョン地獄大帝黒龍角がドラゴンショップで発売された。
ダッシュバトラーブラザーズ / D･Bブラザーズ（DASH BATTLER BROTHERS）
色違いの双子の兄弟。
- ダッシュバトラーシルバー新星龍神丸 / D･B･S新星龍神丸（DASH BATTLER SILVER NEW RYUJINMARU）

No.25ダッシュバトラーブラザーズ シルバー新星龍神丸として発売。双子の兄。第2回PWCに出場。
トイカード100の景品としてDBS新星龍神丸（ダッシュバトラーサイバー新星龍神丸）が配布された。
- ダッシュバトラーブラック新星龍神丸 / D･B･B新星龍神丸（DASH BATTLER BLACK NEW RYUJINMARU）

No.25ダッシュバトラーブラザーズ ブラック新星龍神丸として発売。双子の弟。第2回PWCに出場。
破壊戦士（クラッシュファイター）
- ダッシュバトラー邪戦角 / D･B邪戦角（Dash Battler Jasenkaku）

No.26。第2回PWCに出場。
マシンバスター共和国 / M･B共和国
- マシンバスター大統領 / マシンバスター共和国大統領 / M･B大統領/M･B共和国大統領（Machine Buster President / Machine Buster Republic President）

未発売。基になった魔神は不明。手の指は3本。顔の横のスリットは龍王丸に似ている。
- マシンバスター新星戦神丸 / M･B新星戦神丸（Machine Buster New Senjinmaru）

未発売。総司令官。
- マシントルーパー忍神丸 / M･T忍神丸（Machine Trooper Ninjinmaru）

未発売。陸軍隊長。
- マシンダイバー夏鬼丸 / M･D夏鬼丸（Machine Diver Gekimaru）

未発売。海軍隊長。
- マシンファイター空神丸 / M･F空神丸（Machine Fighter Kujinmaru）

未発売。空軍隊長。
- マシンオフィサー炎神丸 / M･O炎神丸（Machine Officer Enjinmaru）

未発売。情報局長官。設定のみのキャラクター。
- マシンオフィサー新星空神丸 / M･O新星空神丸（Machine Officer New Kujinmaru）

未発売。国務長官。設定のみのキャラクター。
- マシンオフィサー騎神丸 / M･O騎神丸（Machine Officer Kishinmaru）

未発売。外務長官。設定のみのキャラクター。
- マシンオフィサーSウィンザート / M･O Sウィンザート（Machine Officer Super Wïnzert）

未発売。科学技術長官。設定のみのキャラクター。
- マシンオフィサー天王丸 / M･O天王丸（Machine Officer Tenomaru）

未発売。航空宇宙局長官。設定のみのキャラクター。
その他のPWC参加選手
- 忍者幻神丸

未発売。設定のみのキャラクター。
- S･Wシュテンカク

未発売。設定のみのキャラクター。S･Wの読みは不明。
- ツインナーガ

未発売。ツインカーメン。設定のみのキャラクター。
- A･Fサソリアンナイト

未発売。設定のみのキャラクター。A･Fの読みは不明。
- デビルゴース

未発売。設定のみのキャラクター。
- キメライガー

未発売。ヘルライガー。設定のみのキャラクター。
- S･Kアストロジェッター

未発売。設定のみのキャラクター。S･Kの読みは不明。K･P夏鬼丸のパッケージイラストに描かれたアストロジェッタ－との関連性も不明。
- 吸血ヒルバースト

未発売。ワイバースト。設定のみのキャラクター。
- 法術士ブラックサタン

未発売。M･B新星邪虎丸とのバトルを描いたイラストに後ろ姿のみ登場。

### 第4部 宝玉の戦士編
天上の世界ソードニア王国での地獄大帝黒龍角との戦い。ソードニア王国のあるソードニア大陸は横から見ると龍の形、上から見ると剣の形の大陸。別名「剣の王国」と呼ばれ、風の国、光の国、龍の国、氷の国から成る。
宝玉の戦士四天王
- ドラゴンマスター龍星丸 / D･M龍星丸（Dragon Master Ryuseimaru）

No.27。龍の宝玉を持つ龍の戦士。G･D龍王丸のリデコ。
↓
- キングドラゴン龍星丸 / K･D龍星丸（King Dragon Ryuseimaru）

限定版勝利の神殿BOXに付属。D･M龍星丸が天の宝玉でパワーアップ。D･M龍星丸のリペイント。
- フリーズマスター龍神丸 / F･M龍神丸（Freeze Master Ryujinmaru）

No.28。氷の宝玉を持つ水と冷気を操る氷の魔神。「変化ドラゴン」の掛け声で飛龍型態に変形。D･W龍神丸のリデコ。
- ブライトマスター龍神丸 / B･M龍神丸（Bright Master Ryujinmaru）

No.29。光の宝玉を持つパロレルワールドの光を司る光の神。D･K龍神丸のリデコ。
- ストームマスター新星龍神丸 / S･M新星龍神丸（Storm Master New Ryujinmaru）

No.30。風の宝玉を持つ空と気を司る風の闘神。最速形態鳥神フェニックスマスターに変化する。M･B新星龍神丸のリデコ。
その他の戦士
- ソードマスター龍神丸 / S･M龍神丸（Sword Master Ryujinmaru）

未発売。超魔神伝説の剣王龍神丸を二頭身化したデザイン。